# Guidel
Guidel (tiếng Breton: Gwidel) là một xã ở tỉnh Morbihan trong vùng Bretagne tây bắc Pháp. Xã này có diện tích 52,29 km², dân số năm 1999 là 9156 người. Khu vực này có độ cao từ 0-70 mét trên mực nước biển.
Cư dân của Guidel danh xưng trong tiếng Pháp là Guidélois.

## Tiếng Bretagne
Xã này đã phát động một kế hoạch song ngữ qua Ya d'ar brezhoneg ngày 27 tháng 3 năm 2007.
Năm 2007, có 6,4% trẻ em học trường song ngữ ở cấp tiểu học.